# Università di Stettino
L'Università di Stettino (in polacco Uniwersytet Szczeciński) è un'università pubblica avente sede nella città di Stettino, nell'Ovest della Polonia.
È la più grande università della Pomerania Occidentale e dal 1998 l'Università partecipa al programma di scambio studentesco Erasmus.

## Struttura
L'ateneo è organizzato nelle seguenti dieci facoltà:
- Economia e management
- Filologia
- Giurisprudenza e amministrazione delle imprese
- Management ed economia dei servizi
- Matematica e fisica
- Scienze motorie e promozione della salute
- Scienze naturali
- Scienze della Terra
- Scienze umanistiche
- Teologia